# Francisco Garaffa
Francisco Garaffa (Avellaneda, 17 giugno 1910 – ...) è stato un calciatore argentino, di ruolo attaccante.

## Carriera
Ha giocato tra le altre con il Racing Club Avellaneda, con il Livorno dal 1934 al 1938 in Serie A (esordio il 30 settembre 1934 in Lazio-Livorno 6-1), con la Stella Rossa, con il Lecce (di cui fu il primo giocatore sudamericano e con cui segnò due reti in un campionato di Serie C, in Lecce-Brindisi 2-1 ed in Lecce-Potenza 5-0), il Prato ed il Cosenza.
Ha rappresentato la Nazionale argentina in due incontri amichevoli, entrambi disputati contro l'Uruguay nel 1933.

## Palmarès

### Club

#### Competizioni nazionali
- Serie B: 1

Livorno: 1936-1937
- Serie C: 1

Lecce: 1942-1943